# Dobrogostów
Dobrogostów – przysiółek wsi Sławoszów w Polsce, położony w województwie opolskim, w powiecie głubczyckim, w gminie Głubczyce.
W latach 1975–1998 przysiółek administracyjnie należał do ówczesnego województwa opolskiego.